# Glomerulonefrite a depositi mesangiali di IgA
La glomerulonefrite a depositi mesangiali di IgA o nefropatia di Berger è la più comune forma di glomerulonefrite primitiva nel mondo. Essa è caratterizzata dall'associazione di episodi ricorrenti di ematuria, macroscopica o microscopica, con la presenza di depositi di IgA nel mesangio dei glomeruli renali.

## Epidemiologia
La malattia di Berger ha la sua massima incidenza nei Paesi asiatici, in particolare Singapore, Hong Kong e Giappone e in Australia; è invece poco frequente negli Stati Uniti. In percentuale, la frequenza della patologia tra le diagnosi effettuate su biopsia renale raggiunge il 50% nei Paesi asiatici, contro una frequenza del 35% sulle biopsie praticate in Italia.

## Storia
Heberden fu il primo a descrivere la malattia nel 1801 in un bambino di 5 anni con dolore addominale e altri sintomi. Nel 1837, Johann Schönlein descrisse una sindrome nei bambini. Eduard Henoch, uno studente di Schönlein, associò i dolori addominali a quelli renali nella sindrome. 
Nel 1968, Jean Berger (1930–2011) e Nicole Hinglais furono i primi a descrivere i depositi di IgA nel mesangio.

## Sintomatologia
L'esordio classico della glomerulonefrite di Berger è rappresentato dall'ematuria macroscopica (urine scure per la presenza di sangue) in concomitanza con un episodio infettivo, quest'ultimo frequentemente localizzato alle vie aeree superiori. La contemporaneità fra il processo infettivo e l'ematuria (che dura generalmente da poche ore ad alcuni giorni) può aiutare a differenziare la glomerulonefrite da IgA dalla glomerulonefrite post-streptococcica, nella quale di solito vi è un intervallo di 7-14 giorni tra l'infezione e l'ematuria. Negli intervalli fra più episodi è frequente osservare microematuria (tracce di sangue rilevabili all'esame microscopico del sedimento urinario), associata o meno a proteinuria. In una minoranza di pazienti possono manifestarsi edema, ipertensione e oliguria o anuria, configurando il quadro della sindrome nefritica.
Raramente la malattia può presentarsi con sindrome nefrosica.

## Dati di laboratorio
Fra i reperti più frequenti vi sono:
- proteinuria: di entità variabile in rapporto alla gravità del danno renale
- microematuria: evidente già all'esame urine standard e caratterizzabile come glomerulare mediante la conta di Addis
- cilindri ematici nel sedimento urinario
- elevati livelli sierici di IgA (presenti nel 30-50% dei pazienti)
- aumento degli immunocomplessi circolanti, soprattutto nella fase acuta della malattia

## Terapia
La terapia della glomerulonefrite è basata sull'uso di corticosteroidi per bloccare il processo infiammatorio e di ACE inibitori per controllare la proteinuria. Generalmente la scelta dell'approccio terapeutico, subito dopo la diagnosi, è condizionata dall'esito della biopsia renale. In particolare, nelle forme lievi, in assenza di proteinuria o di ipertensione e con funzione renale conservata, è consigliabile non praticare alcuna terapia; in presenza di proteinuria si ricorre agli ACE inibitori o, in caso di proteinuria maggiore di 3 g/die, ai corticosteroidi come il prednisone per os, al dosaggio di 1 mg/kg per 6 mesi.
Nelle forme moderate si utilizzano i corticosteroidi secondo lo schema descritto sopra, associati ad ACE inibitori con dosaggi crescenti.
Nelle forme gravi generalmente è consigliabile l'uso dei soli ACE inibitori, per rallentare la naturale progressione del danno renale verso l'insufficienza renale cronica.

## Prognosi
La malattia di Berger, pur avendo un decorso solitamente lento, non sempre evolve verso l'insufficienza renale cronica. Fattori prognostici sfavorevoli per la progressione del danno renale sono:
- Presenza, alla biopsia renale, di glomerulosclerosi estesa e di fibrosi interstiziale
- Presenza di proteinuria (da moderata ad elevata) al momento della biopsia
- Creatinina sierica superiore a 1.5 mg/dl o clearance della creatinina minore di 70 ml/min
- Ipertensione

La prognosi è inoltre meno favorevole nei soggetti di sesso maschile e quando la diagnosi è posta in età avanzata.